# 嘉義友愛教會
台灣基督長老教會嘉義友愛教會位於嘉義市西區，是台灣基督長老教會嘉義中會東區所轄的教會之一。母會為博愛教會。目前此會會堂同時作為嘉義市家庭關懷協會場地之用，協會多數成員亦同時具有教會會友之身分。

## 教勢
- 會友數147（2023年）
  - 在籍：147名
    - 陪餐會員：132名
      - 在籍陪餐會員：86名
      - 籍在人不在陪餐會員：46名

    - 在籍未陪餐會員：15名

  - 不在籍會員：8名
    - 陪餐會員：6名
    - 未陪餐會員：2名

  - 慕道友：13名
    - 成人：9名
    - 少年：4名

## 歷史
- 1987年8月16日：臺灣基督長老教會嘉義中會租屋於嘉義市友愛路156號成立佈道所，並由戴廣章傳道擔任首位傳道師。
- 1989年7月: 在嘉義中會與母會嘉義博愛教會的支持下，本會升格為支會。
- 1990年8月: 退休牧師施聖導牧師接任傳道師，並於永春一街現址建堂。(位於嘉義市立運動公園/港坪公園旁)
- 1994年6月: 退休牧師楊淑欣牧師接任傳道師。
- 1996年6月: 修繕本會二樓為新禮拜堂。
- 1997年8月: 聘任林俊良牧師為本會第一任牧師，並於17日舉行獻堂、第一任牧師就任典禮及升格堂會、設教十週年感恩禮拜。
- 1998年: 開辦社區快樂兒童營。
- 2000年7月31日: 本會林俊良牧師退休。
- 2000年8月1日: 陳天償傳道就任本會。
- 2003年：陳天償傳道於本會封牧暨就任本會第二任牧師。
- 2005年4月18日: 本會成立社團法人嘉義市家庭關懷協會。[1]
- 2006年3月：本會購買於玉康路附近之公寓做為牧師館。
- 2006年8月：原三樓牧師館拓建為教會社區事工教室。
- 2010年11月30日: 本會陳天償牧師離任。
- 2011年7月1日: 戴廣章牧師就任本會第三任牧師。
- 2011年8月21日：15:00舉行戴廣章牧師就任本會第三任牧師授職感恩禮拜。
- 2011年8月25日：本會青年於台東關山教會舉辦「拒毒幸福百分百」佈道晚會。
- 2012年2月26日：興村教會小百合兒童合唱團到本會獻詩。
- 2012年8月12日：本會舉行設教25周年慶暨聖禮典。
- 2013年5月4日：本會附設嘉義市家庭關懷協會於14:00至18:00舉辦嘉義市政府愛的真諦－親子闖關體驗活動。
- 2013年9月14日: 18:00至21:00，本會舉辦中秋愛樂饗宴。
- 2014年12月20日：本會舉辦2014年聖誕晚會。
- 2015年6月28日：伊甸喜樂合唱團到本會參加福音主日獻詩。
- 2019年8月11日：李昱宏就任本會傳道師。

## 歷任牧者
| 任別       | 姓名   | 上任日期                                   | 離任日期   | 備註                                                                                      |
| ---------- | ------ | ------------------------------------------ | ---------- | ----------------------------------------------------------------------------------------- |
| 傳道師     | 戴廣章 | 1987年8月                                  | 1990年7月  | 離任後任職牛挑灣教會，曾二度就任本會牧師。                                                |
| 牧師       | 施聖導 | 1990年8月                                  | 1994年2月  | 曾任職嘉義中會橋頭教會(麥寮)， 離任後任職美國休士頓第一台灣基督教會、西雅圖台語基督教會。 |
| 牧師       | 楊淑欣 | 1994年6月                                  | 1997年7月  | 曾任職太平境馬雅各紀念教會、大埔教會， 離任後任職嘉義基督教醫院、柳營教會                 |
| 第一任牧師 | 林俊良 | 1997年8月                                  | 2000年7月  | 曾任職亞士能電子公司廠牧、大城、水里、白河、高雄大仁、大社教會。                          |
| 第二任牧師 | 陳天償 | 2000年8月                                  | 2010年11月 | 2003年於本會封牧， 離任後任職太平境馬雅各紀念教會                                         |
| 第三任牧師 | 戴廣章 | 2011年7月                                  | 2019年7月  | 本會創立後第一位派駐於本會傳道者，曾任職嘉義牛挑灣教會                                    |
| 第四任牧師 | 李昱宏 | 2019年8月（傳道師） 2022年11月27日（牧師） | 現任       | 2022年10月2日經會員和會選任，11月27日下午三點封立為牧師                                   |

## 社會公益事業
- 社團法人嘉義市家庭關懷協會。[2]

## 圖輯

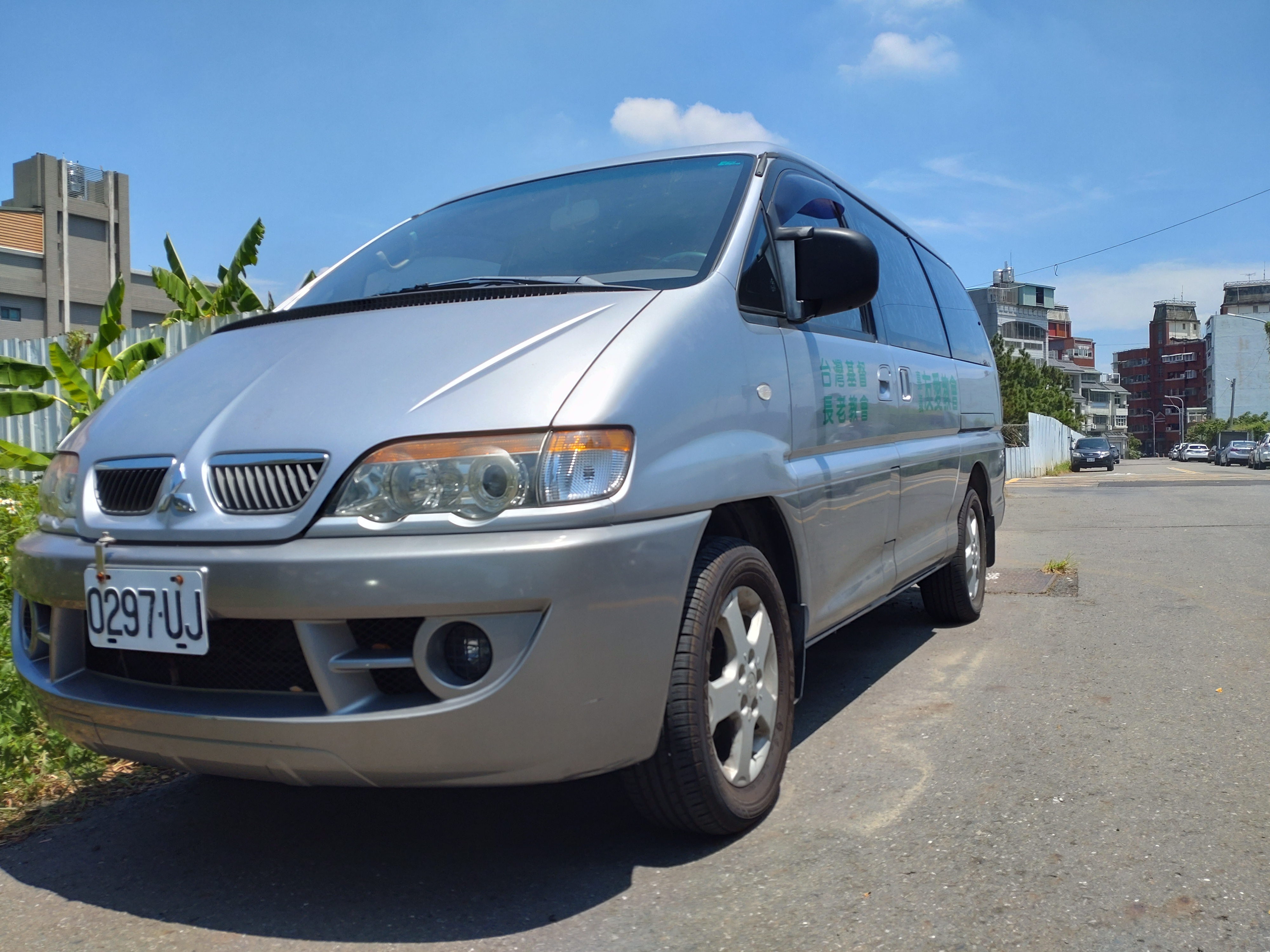
友愛教會福音車
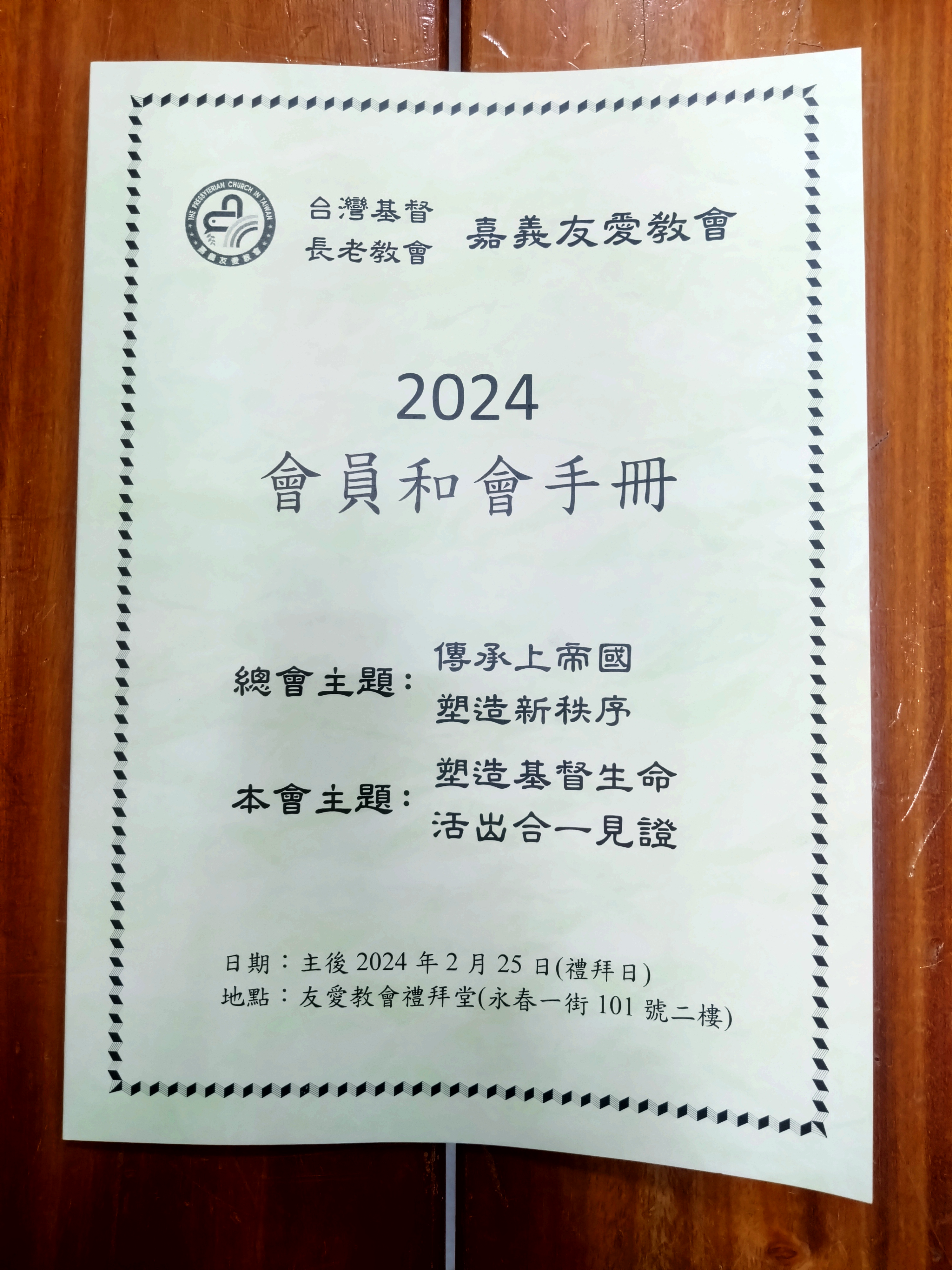
友愛教會會員和會手冊（2024）
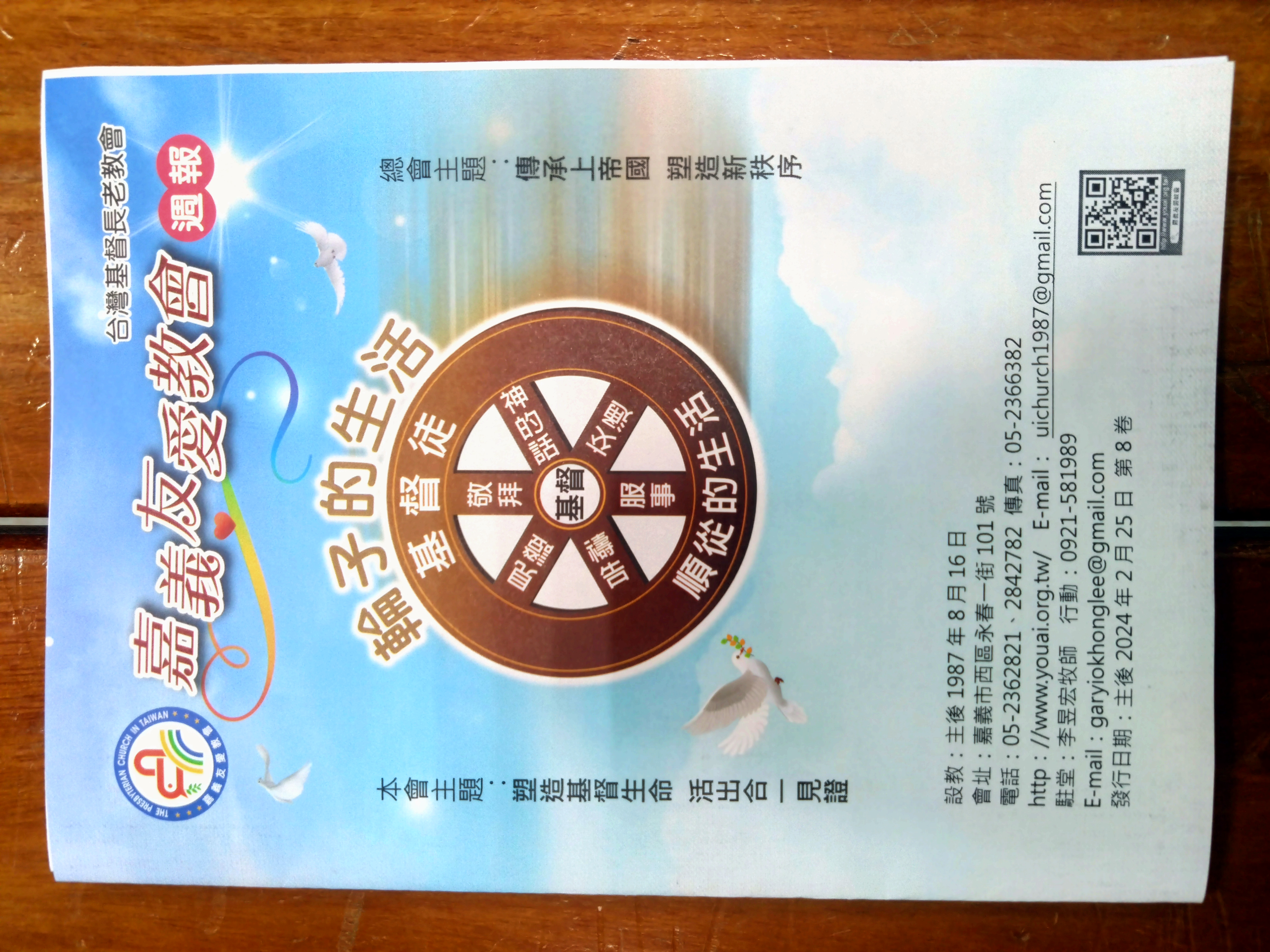
嘉義友愛教會週報（2024式樣）
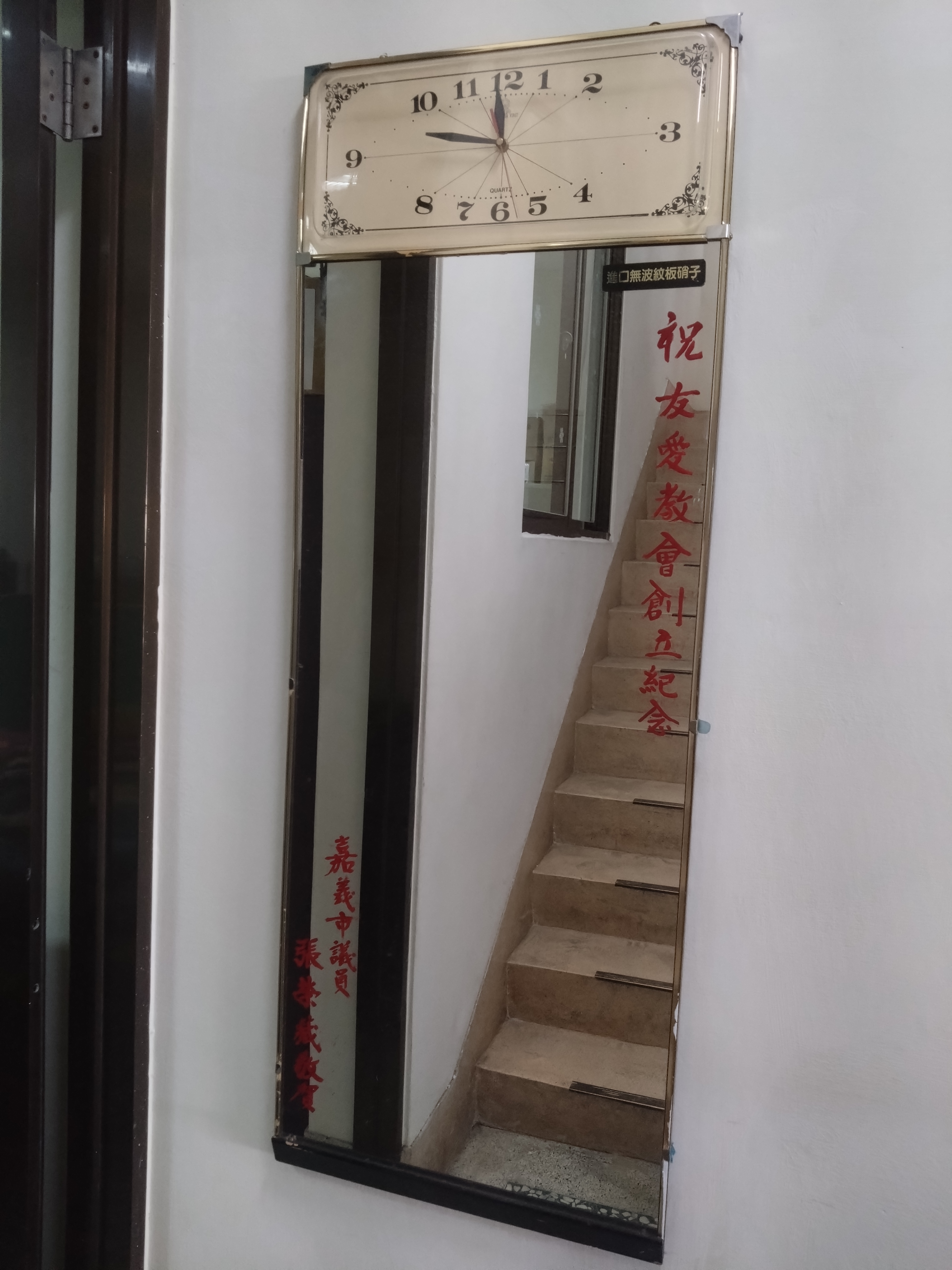
嘉義市議員張榮藏致贈友愛教會創立紀念鏡
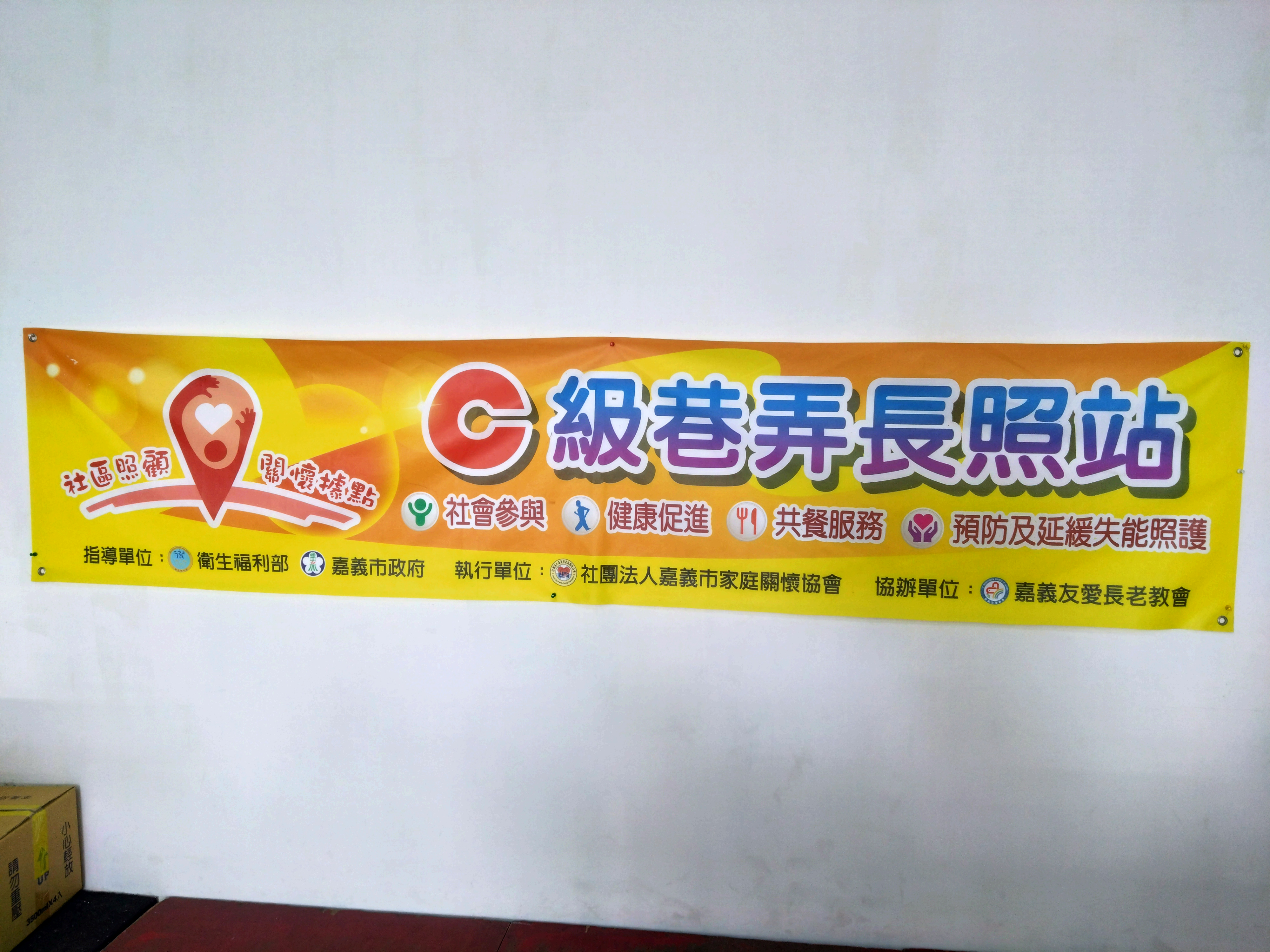
嘉義市家庭關懷協會C級巷弄長照站布條

## 交通

### 嘉義市公車
| 路線                  | 業者     | 行先                                 | 停靠站       |
| --------------------- | -------- | ------------------------------------ | ------------ |
| 光林我嘉線 （黃線）   | 國光客運 | 港坪運動公園－蘭潭                   | 港坪運動公園 |
| 光林我嘉線A （黃A線） | 國光客運 | 港坪運動公園－東洋新村1              | 港坪運動公園 |
| 中山幹線 （綠線）     | 國光客運 | 嘉義榮民醫院－嘉義大學蘭潭校區       | 嘉義醫院     |
| 中山幹線A （綠A線）   | 國光客運 | 二二八國家紀念公園－嘉義大學蘭潭校區 | 嘉義醫院     |
| 樂活3路 （藍線）      | 捷乘交通 | 許氏宗祠（預約）－奉天宮－民族國小   | 中興大華路口 |

## 周邊
- 港坪公園
- 7-ELEVEn嘉坪門市
- 港坪國小

## 外部連結
- 友愛教會（页面存档备份，存于）的官方網站

1. ↑  .   [2015-10-27]. （原始内容存档于2019-09-11）.
2. ↑  .   [2015-10-27]. （原始内容存档于2016-03-04）.